# Querbau

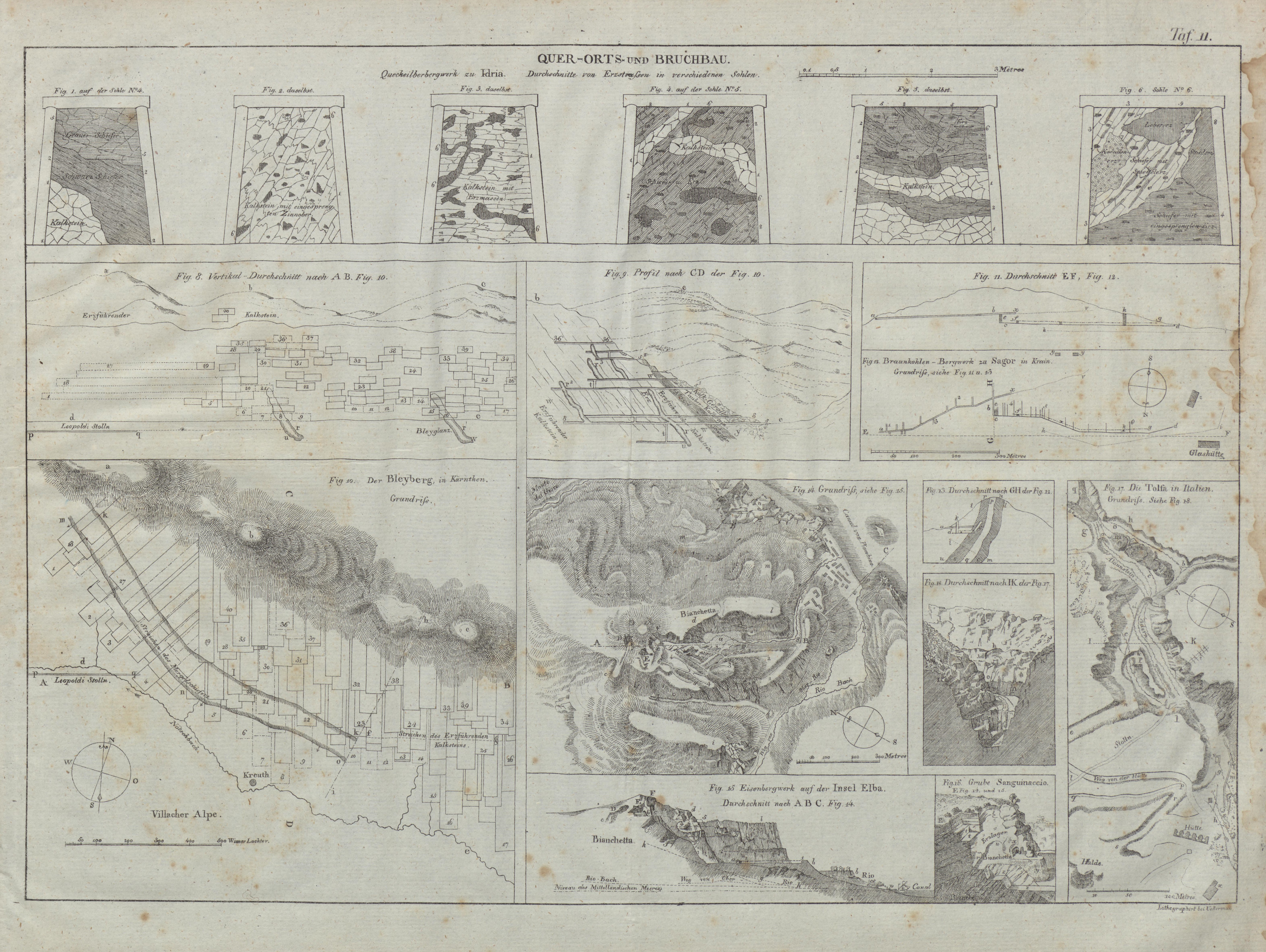
Querbau (Darstellung aus dem Anfang des 19. Jahrhunderts)

Der Querbau ist ein Abbauverfahren, welches im untertägigen Bergbau in mächtigen, steil einfallenden Lagerstätten angewendet wird. Der Querbau gehört zu der stossartigen Bauweise. Das Verfahren wurde bereits im Jahr 1749 auf dem Spitaler Bleierzgang in Ungarn durch den Bergverwalter Zipser eingeführt. Das Verfahren wurde in der Grube Hilfe Gottes im Harz und im Quecksilberstock in Idria, aber auch in den Schieferbrüchen zwischen Rhein und Mosel sowie in unterirdischen Steinbrüchen angewendet.

## Grundlagen
Charakteristisch für den Querbau ist die vertikale Aufteilung der Lagerstätte durch Sohlen. Ein weiteres Merkmal dieses Abbauverfahrens ist, dass die abgebauten Abschnitte gleichzeitig verfüllt werden. Der Querbau ist nur in sehr mächtigen und reichen Lagerstätten rentabel. Das liegt vor allem daran, dass der hohe Grubenholzverbrauch das Verfahren teuer macht. Bei Lagerstätten mit viel tauben Mitteln ist dieses Verfahren unbrauchbar. Das Verfahren wird insbesondere dann angewendet, wenn aufgrund der großen Mächtigkeit und der Gebrächigkeit der Lagerstätte ein anderes Abbauverfahren nicht anwendbar ist. Die Lagerstätten sollten beim Querbau ein Einfallen von mindestens 44 Gon haben. Da bei diesem Verfahren an den Firsten nur kleinere Flächen freigelegt werden, kann sich hierbei der Gebirgsdruck weniger stark auswirken als beim Firstenbau. Außerdem werden beim Querbau die Strossen, anders als beim Firsten- oder Strossenbau, nicht im Streichen, sondern querschlägig zur Lagerstätte getrieben. Dadurch wird beispielsweise ein Erzstock nicht übereinander, sondern nebeneinander abgebaut. Die Vorteile beim Querbau sind zum einen die sehr geringen Abbauverluste und zum anderen, dass sich das Verfahren sehr einfach an Unregelmäßigkeiten an der Lagerstätte anpassen lässt. Nachteilig sind die kleinen Abbaubetriebspunkte, die sich betriebstechnisch nicht zusammenfassen lassen. Außerdem ist die Mechanisierung der Versatzarbeit und der Ladetätigkeit schwierig.

## Anwendung des Verfahrens

### Ausrichtung
Zunächst wird im Liegenden der Lagerstätte ein saigerer Schacht geteuft. Die Lagerstätte wird dann in einzelne Sohlen mit einem Abstand von etwa 20 Metern aufgeteilt. Anschließend werden vom Schacht ausgehend eine oder mehrere Stecken so aufgefahren, dass sie etwas ins Liegende eingreifen. Dies ist erforderlich, um über Röschen das anfallende Grubenwasser abzuleiten. Ist die Lagerstätte lang und schmal, so genügt eine Strecke, ansonsten werden mehrere Strecken benötigt.

### Vorrichtung
Anschließend werden in jeder Bauabteilung, von der am Liegenden getriebenen Streichstrecke, Querörter aufgefahren. Von der Auffahrung der Querörter erhielt diese Abbaumethode ihren Namen. Von jeder der Strecken ausgehend werden die einzelnen Querörter, je nach Lagerstätte, mit einem Querschnitt von 5 bis 15 m 2 aufgefahren. Die Breite der Querörter beträgt dabei etwa zwei bis drei Meter. Die jeweiligen Örter werden dabei rechtwinklig von der Strecke ausgehend aufgefahren. Die Querörter werden so versetzt aufgefahren, dass bei der Gewinnung des nächsten, höhergelegenen Abschnittes die Bergleute auf dem Versatz des unteren Abschnittes stehen. Dadurch wird die Lagerstätte für den Abbau in Pfeiler vorgerichtet. Die Gewinnung des Minerals geschieht jeweils von einer Sohle ausgehend in horizontalen, zwei bis drei Meter mächtigen, Scheiben (schwebend geführter Abbau). Der Abbau der Scheiben kann von unten nach oben oder umgekehrt erfolgen. Die Abbaurichtung ist dabei entweder schwebend oder fallend. Die Verhiebrichtung ist entweder streichend oder querschlägig. Je nach Richtung bezeichnet man das Verfahren dann als aufwärtsgeführten (von unten nach oben) oder abwärtsgeführten Querbau (von oben nach unten). Der aufwärtsgeführte Querbau wird am häufigsten angewendet. Allerdings ist hierbei das Einbringen von Versatz zwingend. Der abwärtsgeführte Querbau kann als Versatzbau oder als Bruchbau betrieben werden. Bei diesem Verfahren muss jedoch in jeder Scheibe eine künstliche Firste für die darunterliegende Scheibe erstellt werden. Hierfür werden entweder starker Maschendraht und/oder Holzbohlen verwendet. Die Abförderung des Minerals zur untersten Sohle erfolgt über Rolllöcher. Einlagerungen von taubem Gestein werden in der Regel umfahren und ein neuer Querbau angesetzt.

## Versatz
Bei diesem Abbauverfahren ist der Versatz besonders notwendig, insbesondere dann wenn der Abbau von unten nach oben erfolgt. Da die anfallenden Berge als Standfläche für die Bergleute dienen, werden sie bereits unter Tage vom Mineral getrennt. Oftmals reichen diese Bergemengen nicht aus, so dass in anderen Abteilungen Querörter für die Bergegewinnung aufgefahren werden. Die für die Gewinnung des Nebengesteins erstellten Grubenbaue werden Bergemühlen genannt. Dazu werden diese Querörter etwa zehn bis zwölf Lachter in das Gebirge getrieben. Damit dieses Querort tragend erhalten bleibt wird es mit Ausbau oder mit Ankern versehen. Die anfallenden Berge werden in den Abbau transportiert und dort verfüllt. Reichen diese Berge auch nicht aus, werden Berge von über Tage in die Grube gefördert und verfüllt. Der Versatz wird schichtweise eingebracht und über den Ausbau abgefangen. Damit sich das Gewicht des Versatzes gleichmäßig verteilt, werden die einzelnen Schichten abgestützt. Somit wird der gesamte abgebaute Raum, bis auf die Rolllöcher, nach und nach mit Bergen gefüllt. Dadurch wandern die Strecken, mit Ausnahme der Grundstrecke, immer weiter nach oben. Allerdings besteht beim abwärtsgeführten Querbau die Gefahr, dass Teile des abgebauten Minerals in den Versatz geraten. Dadurch kann es zu Selbstentzündungsbränden kommen. Diese Gefahr besteht insbesondere im Steinkohlenbergbau, aber auch im Erzbergbau sind solche Brände möglich.